# BYD D1
BYD D1 — электромобиль-субкомпактвэн, разработанный компанией BYD при сотрудничестве с DiDi.

## История
В 2018 году компания DiDi заключила альянс с автопроизводителями, включая Volkswagen, BAIC и BYD для разработки автомобилей с искусственным интеллектом. D1 является первой моделью совместной разработки BYD и DiDi.
Разработка автомобиля началось в августе 2020 года. Впервые модель была представлена 16 ноября 2020 года в Пекине.

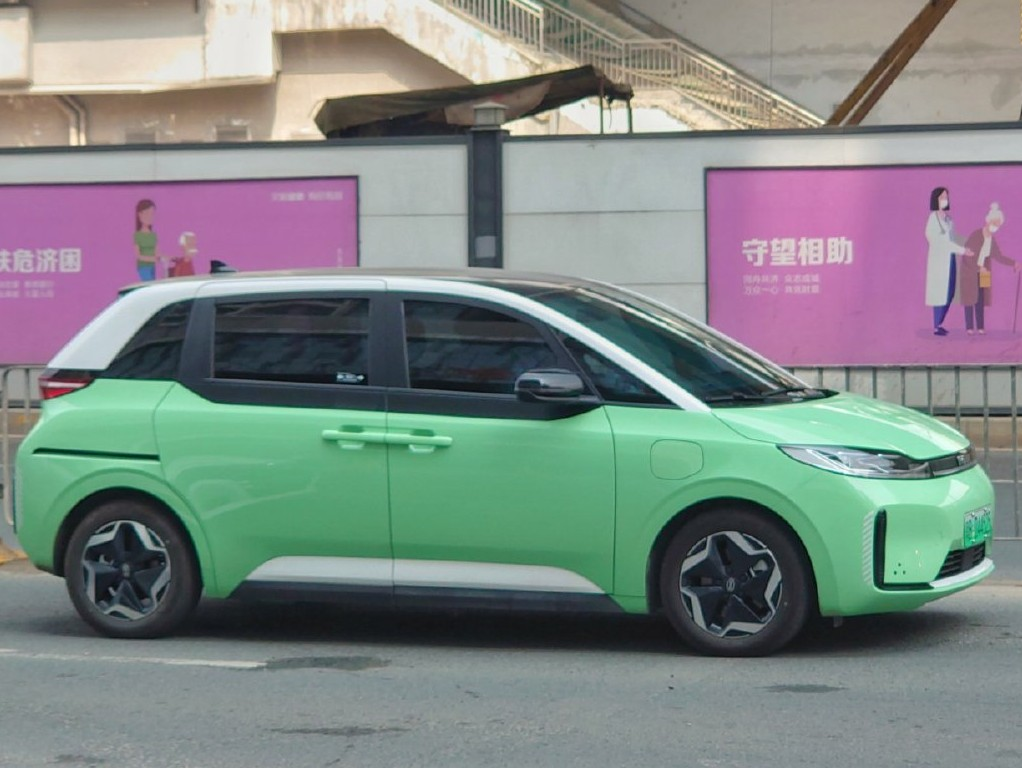
Вид справа
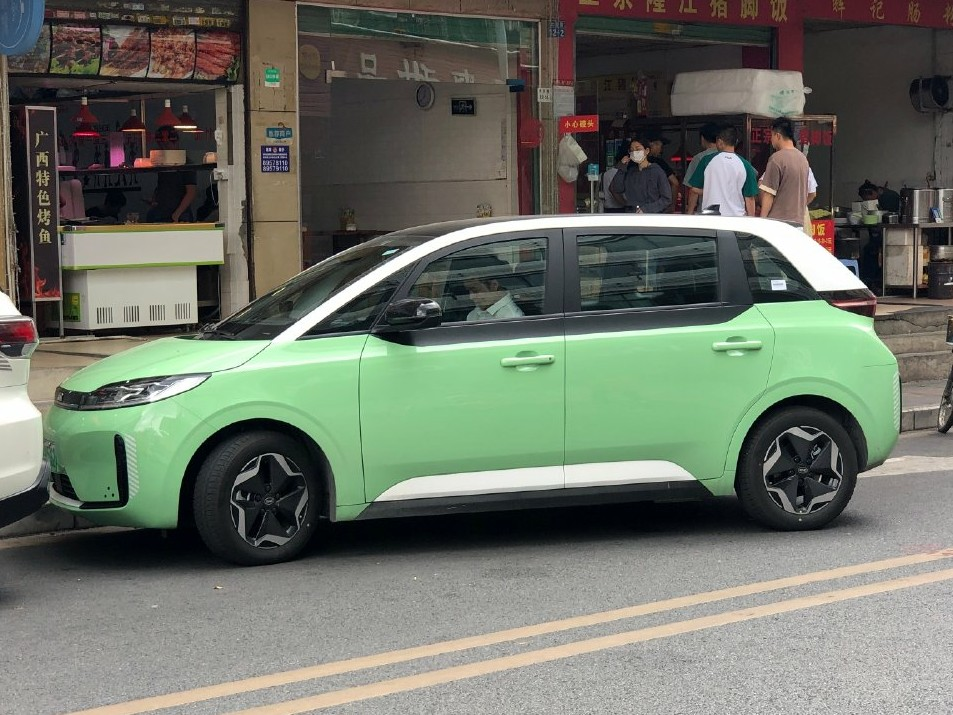
Вид слева
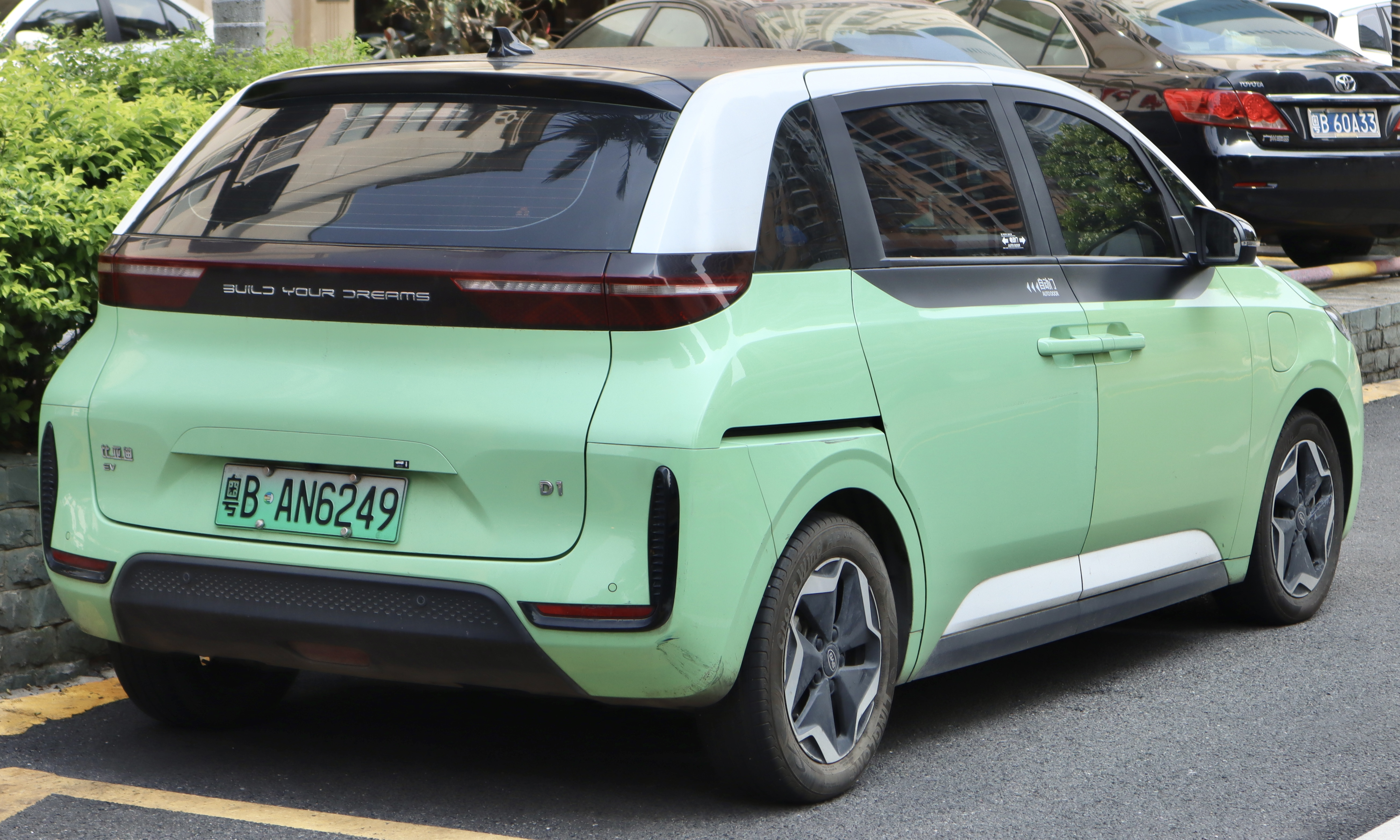
Вид сзади

## Особенности
BYD D1 оснащён электродвигателем TZ180XSA мощностью 100 кВт (134 л. с.), который питается от аккумулятора ёмкостью 70 кВт·ч. Максимальная скорость составляет 130 км/ч.

## Продажи
С октября по декабрь 2020 года было продано 10000 автомобилей, а в 2021 году было продано 100000 автомобилей.